# Parque Gorki
El parque Gorki (cuyo nombre real es "Parque Central de la Cultura y Descanso de nombre Gorki, Центральный Парк Культуры и Отдыха (ЦПКиО) им. Горького" en ruso tr. Tsentralnyy park kultury i otdykha imeni Gorkogo}}, [tsɨnˈtralʲnɨj ˈpark kʊlʲˈturɨ i ˈodːɨxə ˈimʲɪnʲɪ ˈɡorʲkəvɐ]) es un parque urbano. Se encuentra ubicado en la ciudad de Moscú, a lo largo del río Moscova, no muy lejos del centro de la ciudad (2 kilómetros al suroeste del Kremlin). Fue bautizado así en homenaje al escritor soviético Máximo Gorki.
Aunque siempre se ha llamado Park Kultury ímeni M. Górkogo (Parque de la cultura en honor/nombre de M. Gorki), suele conocerse como parque Gorki.
En sus 100 hectáreas se emplazan variados jardines, lagunas, áreas de recreación y espacios deportivos. El diseño del parque es obra del arquitecto constructivista Konstantín Mélnikov.
Se puede llegar en metro a alguno de sus accesos, siempre gratuitos. Dos estaciones de metro llegan cerca de la entrada principal en la calle Krymski Val: Park Kultury y Oktyábrskaya.

## En la cultura popular
Previamente, es el escenario para ambientar la novela homónima de 1981. Posteriormente, el parque es escenario para el filme estadounidense “Gorky Park” de 1983. Mencionado en dos canciones: «Wind of Change» de Scorpions en la que lo usa como lugar en el que se producen esos cambios tras la Guerra Fría y en «Vodka» interpretada por la cantante Morena, en el Festival de la Canción de Eurovisión 2008 representando a Malta. La banda de música rusa con el mismo nombre.

## Galería

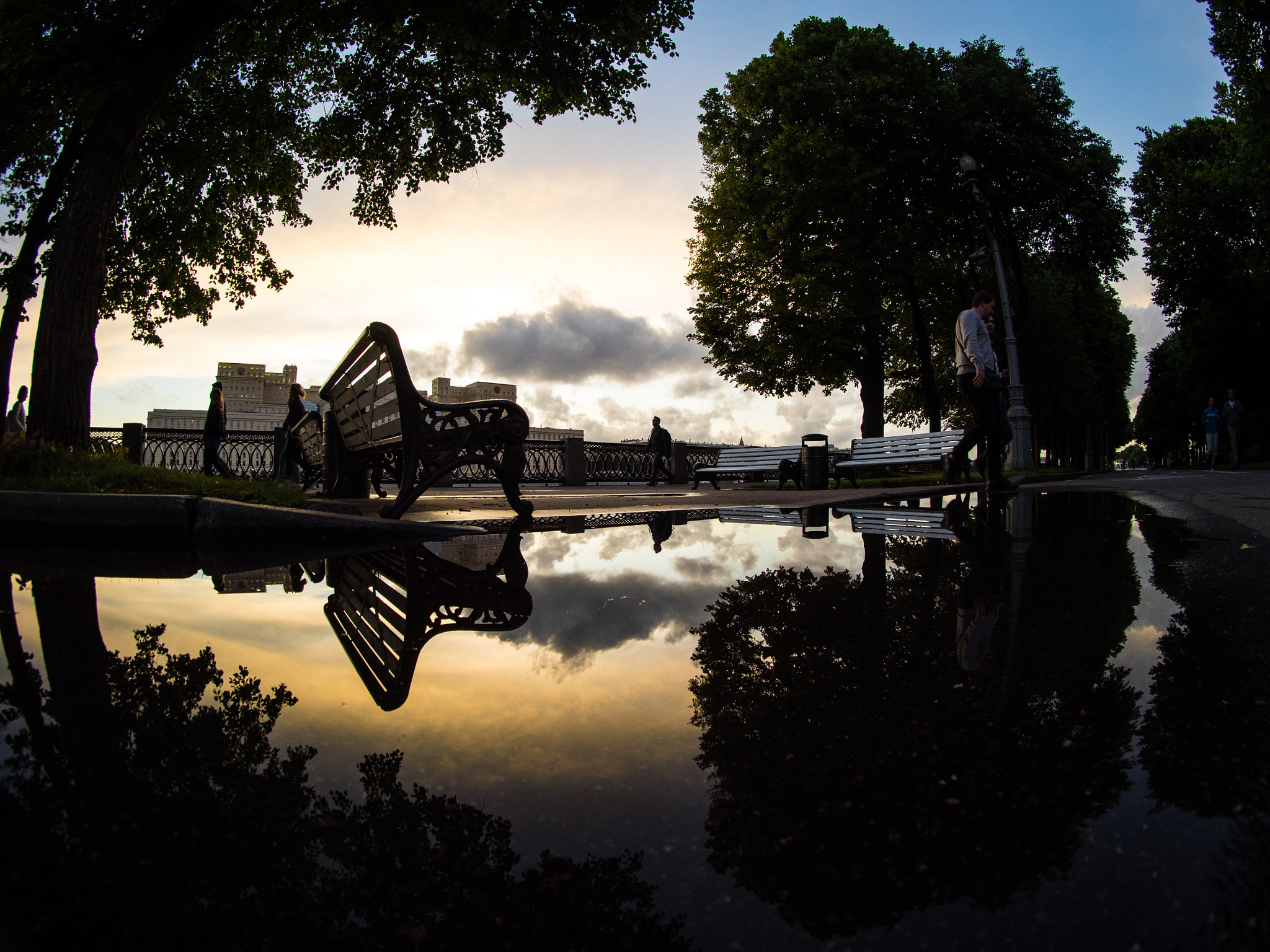
Atardecer en Gorky Park
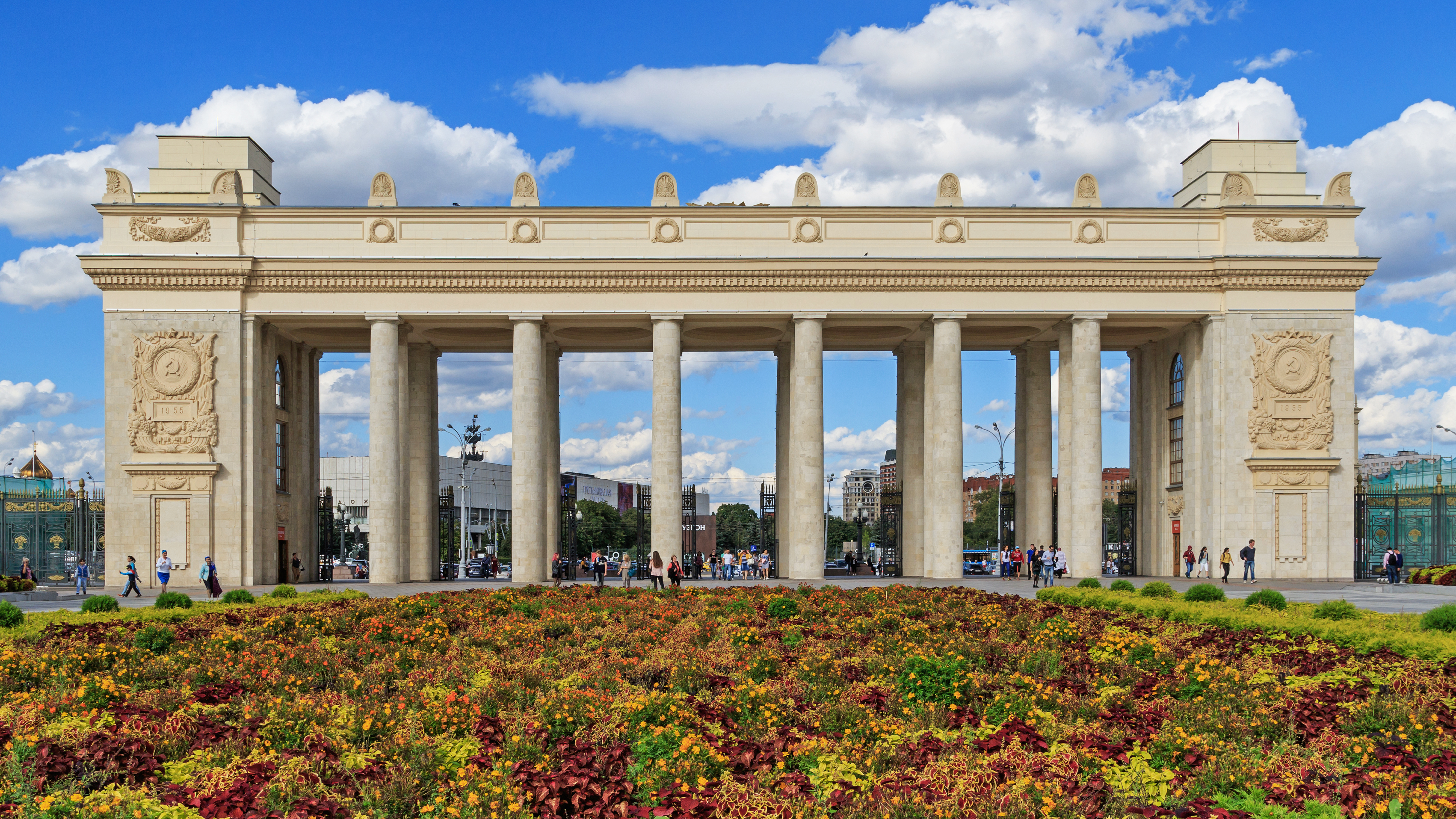
Columnata del pórtico principal del parque Gorky
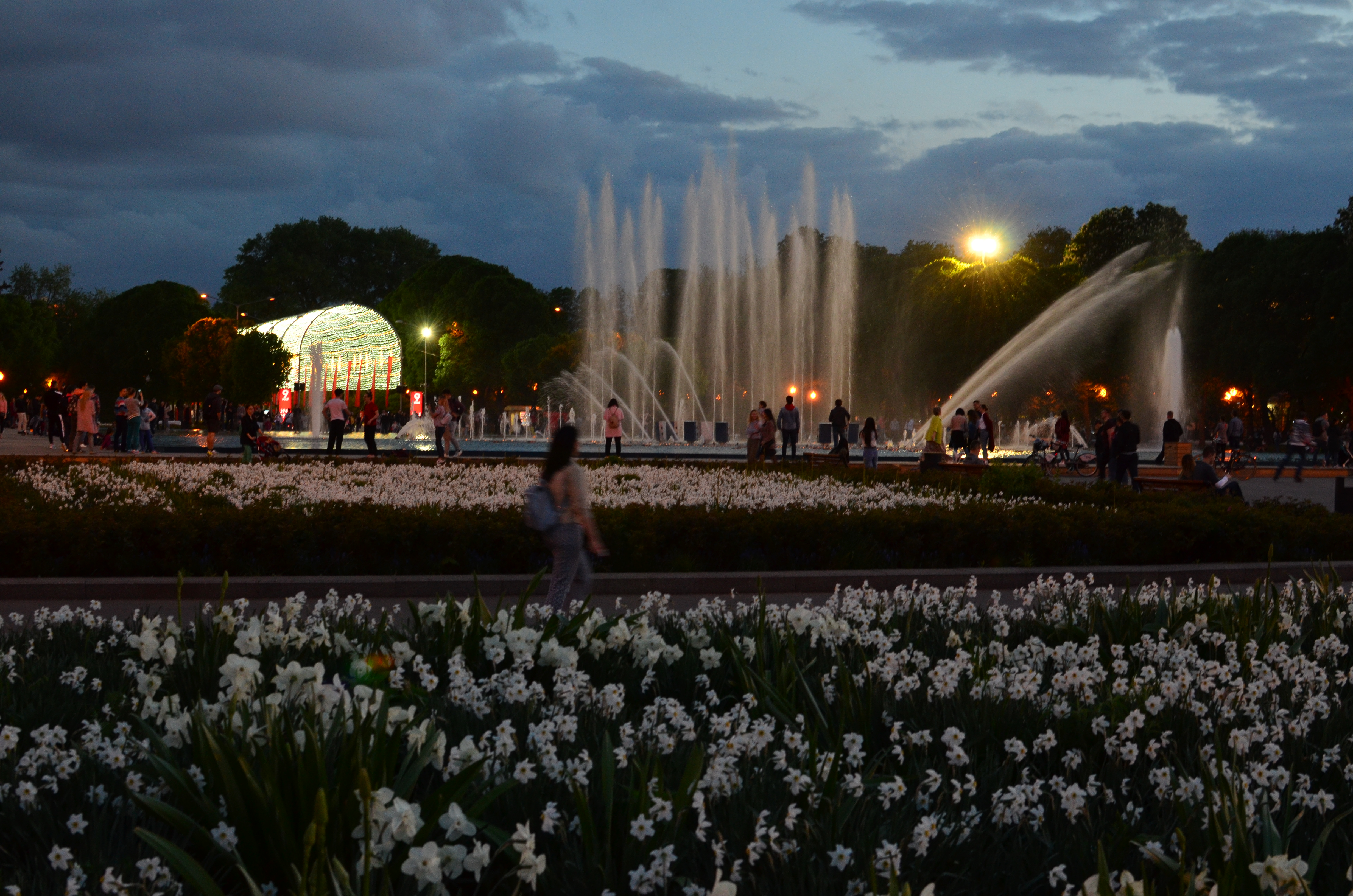
Campo de flores y fuentes
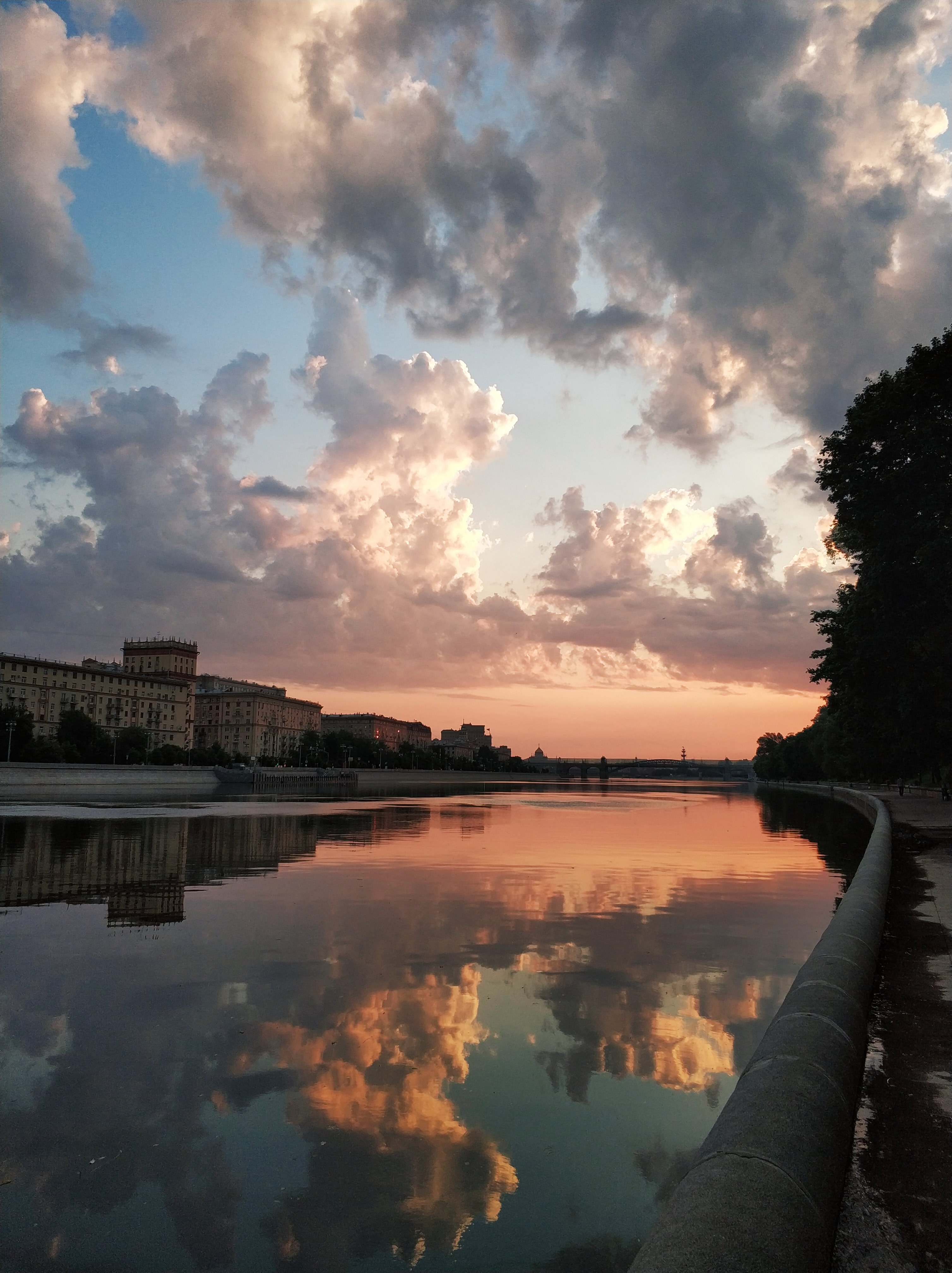
Amanecer en el Parque Gorky